# Шотландская улица (Санкт-Петербург)
Шотла́ндская улица — улица на Гутуевском острове в Кировском районе Санкт-Петербурга. Проходит от Двинской улицы до набережной реки Екатерингофки.

## История
Проезд, возникший в 1930-е годы от Двинской улицы до современной Невельской улицы, в 1955 году получил имя Шотландская улица. Её название связано с существовавшими в том месте в начале XX века складов Шотландского акционерного общества, которое занималось морскими перевозками и продажей продовольственных товаров из Шотландии.
Изначально улица проходила только до Невельской улицы. В 2011—2012 годах, в связи с подключением съезда ЗСД к набережной реки Екатерингофки, улицы Гутуевского острова подверглись реконструкции. Так, Шотландская улица была расширена, продлена до набережной и переведена в односторонний режим (направление — от Невельской улицы), на пересечении с Невельской улицей был обустроен широкий перекрёсток. Также от нового участка улицы проложена дорога к новому въезду в Петролеспорт.

## Транспорт
До реконструкции маршруты общественного транспорта не проходили через Шотландскую улицу. После реконструкции, из-за того что участок Двинской улицы от Невельской до Шотландской улиц стал односторонним, по улице проходят автобусные маршруты, идущие с Канонерского острова. По участку Шотландской улицы от Невельской до Двинской улицы проходят автобусные маршруты № 35, 66, 67, 70, 71 и 290.

## Пересечения
- Двинская улица
- Невельская улица
- Набережная реки Екатерингофки